# Ubbo Emmiussingel 51
Ubbo Emmiussingel 51 is een rijksmonumentaal herenhuis in Groningen.

## Bouwstijl en architectuur
Het herenhuis aan de Ubbo Emmiussingel werd in 1882 gebouwd in opdracht van graanhandelaar Nicolaas Nieveen de Mol Moncourt. In 1902 werd het verbouwd door architect Pieter van de Wint in opdracht van Mr. H. van Hasselt. De gevel combineert elementen van eclectische en art nouveau-stijlen. De voordeur is voorzien van florale motieven en een segmentboogvormig bovenlicht. Opvallende details zijn de houten erker met koperen dak en het glas-in-lood-dakvenster in het trappenhuis.
Aan de achterzijde bevinden zich een serre en een tuinhuis in chaletstijl. Het interieur bevat beschilderde plafonds en marmeren details, die grotendeels behouden zijn gebleven, ondanks aanpassingen tijdens de periode waarin het gebouw als kantoor werd gebruikt.

## Geschiedenis
Na de oorspronkelijke bouw in 1882 werd het pand in 1902 aangepast en betrokken door Mr. H. van Hasselt en zijn gezin. In 1930 kwam het in handen van de familie Rodenberg. In 1964 werd het verkocht aan een bouwbedrijf dat het gebouw inrichtte als kantoorruimte. Deze functie bleef veertig jaar bestaan.
In 2004 werd het pand gerestaureerd door nieuwe eigenaren, waarbij diverse jugendstil-elementen, zoals plafondschilderingen en glas-in-loodramen, opnieuw zichtbaar werden gemaakt. Sindsdien wordt het gebruikt als privéwoning.

## Trivia
- De geschiedenis van het gebouw is beschreven in het boekje Een huis op stand door stadshistoricus Beno Hofman, waarin onder meer de bewonersgeschiedenis en de architectonische kenmerken aan bod komen.[2]